# Fillols
Fillols er en by og kommune i departementet Pyrénées-Orientales i Sydfrankrig.

## Geografi
Fillols ligger 56 km vest for Perpignan. Nærmeste byer er mod sydvest Vernet-les-Bains (4 km), mod vest Corneilla-de-Conflent(3 km) og mod nordøst Taurinya (7 km).

## Demografi

### Udvikling i folketal
| 1962                                                              | 1968 | 1975 | 1982 | 1990 | 1999 | 2007 | 2011 | 2017 |
| ----------------------------------------------------------------- | ---- | ---- | ---- | ---- | ---- | ---- | ---- | ---- |
| 238                                                               | 187  | 141  | 163  | 141  | 141  | 149  | 169  | 185  |
| Tal fra og med 1962 er uden dobbelttælling (sans doubles comptes) |      |      |      |      |      |      |      |      |